# Комі (народ)
Ко́мі (самоназва — комийас, комі комияс; також комі-войтир «комі-народ», комі-морт «комі-чоловік», комі-йоз «комі-люди», комі-отір «комі-люди»; застаріла російська назва зиря́ни зыря́не) — фіно-угорський народ, корінне населення Республіки Комі і декількох районів інших областей у європейській частині Росії.

## Походження етнонімів
Щодо походження етноніму комі існує декілька версій. Виділяють дві найімовірніші:
1. Назва комі походить від назви річки Кама, таким чином словосполучення комі-морт («комі чоловік, людина») дослівно означає «той, що живе на річці Кама»[3].
2. Давньою прапермською мовою слово *komä (ком) означало «чоловік, людина»[4].

Цікаво, що назва комі, яка присутня в етнонімах обох комі народів, є автонімом, тоді як і перм, перм'яки, так і зиряни є екзонімами. Також цікаво, що назва зиряни дослівно (з мов комі) означає «той, що живе на кордоні» або «той, що живе на краю», тоді як комі-перм'яцьке р ää rma означає тотожнє поняття, хоча фахівці також звертають на фін. pere ä maa («задня сторона») та/або зирянське perjema («успадкована земля»).
Існують версії про походження екзоніму зиряни, що виводять його від Сиктил-ва — комі-зирянської назви річки Сисола, тобто «зиряни» може тлумачитися як «сиктильці» чи «сисольці», тобто «мешканці на річці Сисола», або від дієслова зирни́ — «тіснити, тиснути».
Назва зиряни у формі сырьяне, серьяне з'являється вже в житії св. Стефана Пермського (XV ст.), і в 1570-х рр. екзонім «зиряни» остаточно закріплюється за сучасними комі-зирянами, конкуруючи надалі більш успішно із загальною назвою «перм», що, як вважають дослідники, як етнонім для спільного комі-удмуртського населення вперше зустрічається в неадаптованому вступі найстарішого з відомих до тепер списків літопису «Повість врем'яних літ» (поч. XII ст.).

## Територія проживання і чисельність

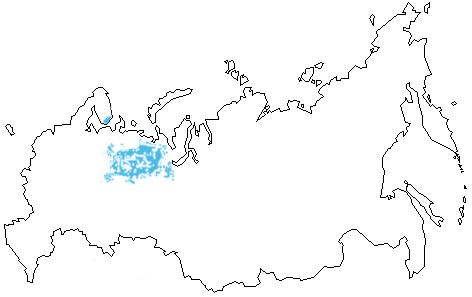
Мапа розселення комі на території Росії

Більшість російських комі (256 тисяч осіб станом на початок 2000-х років) проживає у Республіці Комі як окремому національно-адміністративному суб'єкті РФ.
Хоча більшість представників народу комі в РФ живе в Республіці Комі, там вони складають лише 30 % (256 тис.) від загального населення. Ще близько 60 % (607 тис.) — росіяни, близько 6 % (62 тис.) — українці, 1,5 % (15,5 тис.) — татари, 1,4 % (15 тис.) — білоруси. Більшість населення Республіки Комі (730 тис.) — міське, ще 300 тис. проживає в селах. Саме на селі в Республіці Комі відсоток населення комі більший, ніж у містах.
У цілому в Росії ще в останніх десятиліттях XX століття проживало близько 293 тис. комі-зирян, однак перепис населення Росії 2002 року чітко нарахував 256 тисяч комі-зирян, а протягом наступного десятиліття чисельність представників цього етносу, як і решти угро-фінських народів Росії, продовжувала невпинно знижуватись — і перепис 2010 року зафіксував уже лише 228 235 осіб, які вказали своєю національність як «комі».
Окрім національного адміністративного утворення — Республіки Комі, комі-зиряни окремими невеликими анклавами і змішано проживають також в Архангельській, Мурманській, Кіровській, Омській тощо областях РФ.
Носіїв мови комі в межах народу в Росії доволі мало — рідною її назвали лише 169 тис. осіб за національностю комі.
В Україні за даними перепису населення 2001 року проживало 1545  комі-зирян, з яких як рідну мову комі вказали 330 осіб (або трохи більше 1/5 усіх комі), тоді як українську — 127 осіб (понад 8 %), решта — переважно російську.
Загальна чисельність комі (комі-зирян разом зі спорідненими комі-перм'яками, що переважно розселені у Пермському краї) у світі сягає бл. 400 тис. осіб.

## Мова та релігія
Мова комі належить до фіно-угорської мовної групи уральської мовної сім'ї. У мові комі відчувається вплив іранських, булгарської та слов'янських мов. Існує декілька діалектів комі мови: нижньовичегодський, присиктивкарський, верхньовичегодський, середньосисольський, верхньосисольський, лузько-летський, вимський, удорський, іжемський, печорський. Основна різниця між діалектами у фонетиці та лексиці. Носії різних діалектів розуміють один одного без ускладнень. В основу літературної норми мови комі-зирян покладено присиктивкарський діалект. Серед комі поширений білінгвізм — російської як другої.
Давньопермську писемність анбур було створено ще наприкінці XIV ст. Сучасна писемність — на кириличній графічній основі.
Мова комі — доволі розвинута і цілком сучасна мова. Існує досить розвинута літературна традиція мовою комі, нею видаються книжки і періодика, її використовують у освіті та засобах масової інформації.
Згідно перепису населення рф 2010 року, 64,83% серед етнічних комі в Республіці Комі вільно володіють мовою комі.
Традиційною вірою народу комі був політеїзм. З 1379 року здійснювалась (часто примусово) християнизація комі. Саме тому більшість вірників-комі є православними; також частково старообрядці. Навіть у комі-християн і дотепер частково зберігаються архаїчні вірування.

## Етнічна історія

### Етногенез, субетноси, проблеми етнічної консолідації
Вперше предки сучасних комі (давньопермська етнолінгвістична спільнота) оселилися у II тис. до н. е. в районі впадіння Оки й Ками у Волгу. Пізніше відбулося розселення племен протокомі у Прикам'ї.
Взагалі питання етногенезу комі, і комі-зирян зокрема, як і проблематика національної свідомості і самоідентифікації, не є достатньо вивченими. Достеменними фактами є існування давньопермської етнолінгвістичної спільноти як спільних пращурів сучасних удмуртів, комі-зирян і комі-перм'ян, і пізніше пермі́ (цей загальний термін побутував, в тому числі і в літературі включно до XVIII ст.); у той же час навряд варто піддавати сумнівам те, що вже на поч. 2-го тис. у середовищі пермі сформувалися різні регіональні відгалуження, зокрема і під дією зовнішніх чинників — так, на предків удмуртів значний вплив мали булгари, казанські татари тощо, тоді як протозиряни жили відносно відособлено, а уникаючи прямого тиску, воліли мігрувати на північний захід, північ і схід.
Т.ч. об'єднання прямих предків сучасних комі (як зирян, так і перм'яків) утворилися вже до поч. 2-го тис. н. е., в руських джерелах XI-XV ст.ст. вони отримали назву пермі вичегодської (за назвою річки, басейн якої заселяли ці племена).

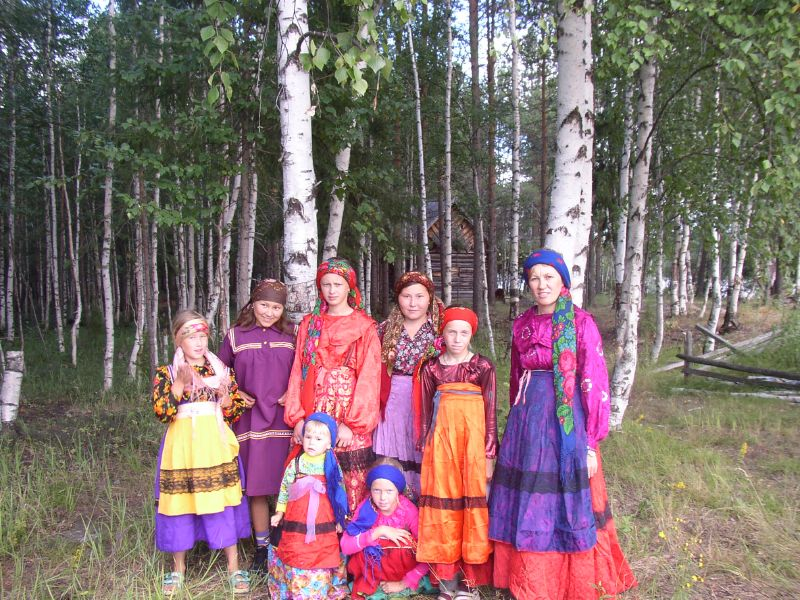
Жінки комі у національному вбранні

Непростим є питання і виокремлення комі-перм'яків із загального комі-субстрату в окремий етнос. У цілому і дуже спрощено можна вказати на чинник більшого впливу з боку росіян, поч. з XV ст., на комі-перм'яків, значний рівень християнизації, подальше закріплення і нормування окремої літературної мови комі-перм'яків і створення окремої національно-адміністративної одиниці за СРСР (Комі-перм'яцький автономний округ у складі Пермської області РРФСР, ліквідований в РФ у 2000-х рр.).
Крім того, навіть у середовищі самих комі-зирян (з огляду на історію їхніх тривалих міграцій і відтак розселення на значній території) виокремлюють низку субетнічних груп: іжемці, удорці, печорці, вимічі, вичегодці, сисольці, лузці, серед яких іжемці (також удорці і печорці) мають значні відмінності в побуті, культурі і мові з рештою зирян. Згідно з польовими дослідженнями фахівців, проведеними у сер. 2008 року, іжемці можуть претендувати в майбутньому на включення до переліку малочисельних корінних народів Півночі Росії.
В процесі взаємодії з оточуючими етносами до складу комі ввійшли асимільовані групи вепсів, росіян, ненців і мансі, що відбилося не лише на утворенні окремих етнолокальних груп, а й на зовнішньому антропологічному вигляді комі, елементах культури і побуту.
Узагальнюючи, можна зробити висновок, що етнічну консолідацію народу комі ускладнено через існування фактичних анклавів з населенням комі: Республіка Комі, Пермський край (колишній Комі-Перм'яцький автономний округ у складі Пермської області), частково Архангельська та Кіровська області; формування власної самосвідомості у комі-перм'яків та інші значні регіональні відмінності у комі; тривалу русифікацію серед комі, денаціоналізацію найбільшого квазідержавного формування Республіки Комі.

### Давні культури на етнічних землях комі, історична Біарма (до XI ст.)

Фігурка лісового божества на коні (гляденівська культура, з Гляденівського капища)

Людські поселення на території Комі відомі з часів середнього палеоліту.
У I тис. до. н. е. (період залізної доби) на території сучасної Республіки Комі розселяються предки комі-зирян.
У період з II ст. до н. е. по II-ІІІ ст.ст. н. е. в Прикам'ї жили представники т. зв. гляденівської культури. Чимало артефактів їхнього побуту було знайдено археологами під час розкопок капища біля однієї з приток Ками, що дістало назву Гляденівське капище. Під час досліджень капищ гляденівської культури, здійснених протягом 1990—2000-х рр., на їхній території знайшли цікаві споруди, що за спостереженнями вчених носили культовий характер. На думку низки дослідників, народ комв бере свій початок саме з гляденівських племен, які у I-III ст. н. е. населяли територію від Середнього Прикам'я до р. Вішери.
Одночасно в 1-й пол. І тис. н. е. зі сходу починають переселятись угорські племена з Західного Сибіру. Угорські племена були частиною саргатської культури, яка сформувалася у V—IV ст. до н. е. Численні археологічні знахідкі доводять, що на території біля Уральських гір жили мішані комі-угорські роди. Наприкінці IV ст. на території проживання цих мішаних родів сформувалася неволинська культура, основу якої, найімовірніше, склав угорський компонент. Цікавими артефактами неволинської культури стали довгі жіночі шкіряні пояси різноманітної форми з численними накладками і пряжками.Крім того, у той же час сформувалася ломатівська культура, основою якої також стали мішані сім'ї комі та угорців. Неволинська та ломатівська культури перестали існувати у IX ст., імовірно через прихід значного числа войовничих башкирських кочових племен.
У IV—VIII ст.ст. н. е. на північному сході європейської частини Росії (територія сучасного розселення комі) відомою є Ванвіздинська культура, носії якої імовірно говорили на фінно-пармських (пермських) мовах.
Загалом за весь час археологічних розкопок знайдено близько 200 поселень неволинців та близько 300 ломатівців. Неволинська культура виділялася курганним способ захоронення небіжчиків та більшим впливом угорської культури. На відміну від неволинців, ломатівці менше піддавалися впливу угорської культури.

Птахоподібний ідол пермського пташиного стилю. VIII—IX ст. Бронза, лиття. 6 х 8,5 см, знайдено біля с. Кондратьєва Слобода Чердинского р-ну Пермської обл. Росії. Зберігається в Пермі. На грудях зображена людська подоба. Імовірно правила за прикрасу, яку пристібали до одягу

Однією з яскравих рис історико-культурної спадщини народів Прикам'я цього періоду є т. зв. Пермський тваринний стиль (надалі ПТС) VI-XII ст.ст. — своєрідне мистецтво дрібної металопластики. Безумовно, вироби ПТС увібрали в себе чимало рис тодішньої ідеології, свідомості і соціального устрою давнього суспільства в Прикам'ї. Слід зазанчити, що у ПТС оформлені як чисто практичні побутові речі, що носять утилітарне значення (прикраси і деталі-оздоби костюмів, предмети побуту тощо), так і культові предмети, що мають релігійне значення і використовувалися під час обрядів і релігійних відправ. Для ПТС характерною є низка художніх прийомів і особливостей: стилізований реалізм зображень, вписування композицій в коло, висока техніка об'ємного і плаского лиття, складність образів при відсутності складних орнаментів тощо. Поширеними образами витворів у ПТС є: водоплавні, лісові і хижі птахи, ведмідь, соболь, кінь, лось, фантастичний птах зі звірячою мордою в польоті і з людським обличчям на грудях, а також фантастична істота, схожа на ящура, взагалі антропозооморфні фігури. Одним з найпопулярніших сюжетів-образів ПТС був птах з розпростертими крилами і людським обличчям на грудях, що на переконання дослідників, усособлював «шаманський дух» або душу, що здіймала шамана на небо. Загалом переважна більшість сюжетів ПТС знаходить своє відображення і пояснення в міфології фіно-угорських народів Європи і Сибіру, будучи своєрідною ілюстрацією до певних космогонічних і генеалогічних міфів, переказів і уявлень: про виникнення світу і людини, взаємини з богами і природними стихіями, про вчинки героїв і духів. Про етнічну приналежність ПТС вчені сперечаються і досі, справедливо відзначаючи значну компонету в цих витворах уявлень і мистецьких прийомів давніх племен угорців Західного Сибіру.
Оселившись в сер. І-го тис. н. е. у верхів'ях Камі, носії ломатівської культури почали стрімко розвиватись, і в IX ст. на основі ломатівської культури утворилася роданівська культура, що проіснувала в цілому до XV ст..
Саме в 1-й пол. I тис. н. е. давньопермська етнолінгвістична спільнота розділюється на пращурів комі та удмуртів. Осередком проживання спільноти пракомі стало Прикам'я. Частина населення мігрувала в басейн Вичегди, де змішалося з носіями ванвіздінської культури. На Вимі і в пониззі Вичегди головним елементом, імовірно, стали ванвіздинці, а на Сисолі і у верхів'ях Вичегди домінуючим елементом стали переселенці з Прикам'я. Саме під назвою пермі вичегодської і відомі предки комі-зирян у письмових джерелах Русі XI-XV ст.ст..
Дискутивним серед науковців залишається питання існування у VI-XI ст.ст. на етнічних землях комі історичного ранньодержавного утворення Біармія (у скандинавській огласовці, інакше — Перм, Перума).

### Розвиток Перуми-Біарми до входження до складу Московії (Х-XVст.ст.)
У результаті подальшого розвитку племен протокомі сформувалася Вимська культура (IX—XIV ст.ст.), яка мала зв'язки з роданівською культурою. Населення Біарми (Пермі) мало стійкі торговельні та культурні зв'язки з фіно-уграми Прибалтики, волзькими булгарами, а на півдні — з Київською Руссю та іранськими народами. В останній період існування вимської культури на неї мали значний вплив саме південні сусіди.
Із посиленням слов'янського впливу, у XII ст. Біарма підпадає під владу новгородських князів. З'являються перші мішані русько-комі сім'ї. З XIII ст. починається значна слов'янська (новгородська і північно-руська, тобто суздальська) колонізація Перуми, яка, попри обкладення значною даниною місцевого населення, мала також і позитивне культурне значення. Про це чітко сигналізує археологія — саме в цей час курганний спосіб захоронення замінюється християнським похованням, багатобожжя як панівні досі вірування серед зирян поступається православ'ю, а в побуті зирян з'являється немало новацій.

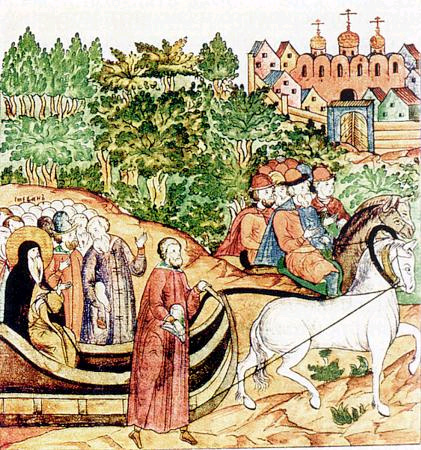
Стефан Пермський прямує до Москви, російська мініатюра XVII ст.

Християнізація як перуми вичегодської (предків комі-зирян), так і перуми великої (предків комі-перм'ян) була здійснена завдяки активній місіонерській діяльності вихідця з народу народу святого Стефана Пермського (бл.1345—1396, канонізований 1549 року), який з дозволу московського княза Дмитра Донського та благословлення ієрархів російської православної церкви почав свою місію проповідника в 1379 році. В 1383 році він став першим єпископом нової Пермської єпархії з осередком у поселенні Усть-Вимь. Саме Стефану Пермському, з чим погоджуються більшість дослідників, вдалося здійснити справжню комізацію православ'я, адже богослужіння і казання провідей здійснювалися мовою комі, було створено особливу церковну півчу культуру, було покладено початок церковній архітектурі комі. Стефан Пермський є також автором абетки мови комі анбуру на оригінальній графічній основі. Використовуючи цю абетку, проповідник переклав на давню мову комі деякі церковні тексти. У тих нечисленних, що дійшли до наших днів, міститься бл. 225 слів зв'язного тексту. Просвітницька діяльність Стефана Пермського була продовжена його наступниками єпископами Герасимом, Питиримом, Йоною тощо.
Наслідком наступу, подеколи тиску, з боку руських мігрантів стало перенесення етнічного масиву комі на північний захід і схід (цей процес відбувається і в XV-XVI ст.), тоді як населення комі в пониззі Вашки, на Пінезі, пониззі Вичегди, Виледі, Яренги, Лузи зникає.

### Комі-зиряни в складі московського князівства (XV—XIXст.ст.)
У 1478 році Новгород розгромлений Московією, що для земель, які перебували у сфері впливу Новгороду, в тому числі і Перуми/Біарми, означало перехід під владу Московської держави. Вже у 1481 році московські чиновники проводять перепис населення на землях комі, а у 1485 році встановлюють податки (государеві дані).
За царату комі народ крім соціального гніту, зазнавав і національного. Втім, як і в решті північних районів Російської імперії з метою освоєння земель, а комі постійно мігрували, соціальний гніт на етнічних землях комі не був таким тяжким, як, скажімо в центральних або південних (в тому числі і в Україні) регіонах імперії, або навіть на тих же землях комі-перм'яків, зокрема, більшість комі-зирян в цей період були т. зв. державними селянами.
У зв'язку з московитською колонізацією змінюються також етнічні території самих комі (посуваються на північний захід, північ і схід) — у XVI—XVII ст.ст. комі заселили верхів'я Вичегди, а в XVIII—XIX ст.ст. — Печору й Іжму. Відтоді аж до початку XX ст. відбувалося безперервне розширення етнічної території комі.
Починаючи ще з XV ст. комі брали участь в освоєнні московитами Сибіру. В XVII—XIX ст.ст. чимало людей комі переселяється на Кольський півострів, на і за Урал, до Сибіру і навіть на Далекий Схід.
В XVI—XVII ст.ст. на території народу комі відомі декілька адміністративних утворень — волостей і земель: Удорська волость, Глотова слобода, Вимська земля, Сисольська земля, Ужгинська волость тощо. В XVII ст. населення комі проживало компактно в Сольвичегодському, Яренському і Пустозерському повітах. У XVIII — на поч. XX ст.ст. більшість людей комі проживали на території Яренського і Усть-Сисольського повітів, що входили до складу Вологодської губернії та Печорського повіту Архангельської губернії.
В XIX ст. чисельність народу комі значно виросла, за першу половину століття населення збільшилось майже удвічі й становило на сер. століття бл. 125 тис. осіб. Збільшився також і відтік населення за межі основної етнічної території. Наприкінці XIX ст. чисельність народу комі досягла вже 153,6 тис. осіб, причому 17 тис. з них проживало поза краєм комі (перепис, 1897 рік). На території Сибіру і Європейської Півночі в районах компактного розселення утворилися декілька осередків формування переселенських груп комі. І в теперішній час найбільш значними і життєздатними, тобто здатними до демографічного і етнокультурного самовідтворення кольські та обські комі.
У 1860-х рр. у краї комі, як і в усій імперії, було здійснено ряд соціальних реформ.
Крім економічних змін, сер. і 2-а пол. XIX ст. позначені також певними зрушеннями у культурному житті народу комі. Саме від поч. цього століття починається етнографічне і мовознавче дослідження фіно-угорських народів Поволжя, Уралу і Західного Сибіру, в тому числі і комі-зирян — прикметно, що зачинателями і виконавцями цих студій, в першу чергу, польових, були представники споріднених державотворчих європейських фіно-угорських народів: фіни та угорці.
Так, один з найвідоміших угрознавців Матіас Кастрен (1813—1852), в тому числі і частково разом з Е. Льонротом, здійснив свою першу тривалу (1842—1844 рр.) наукову експедицію до Архангельської губернії, Карелії, Поволжя і Сибіру, і зокрема, з березня по листопад 1843 року вивчав життя етній, в тому числі і комі-зирян, низов'їв Печори, побувавши в Усть-Цильмі, Іжмі, Колві тощо. Результатом досліджень Кастрена стала публікація після повернення з відрядження у 1844 першої значної монографії з мови комі «Граматична будова мови зирян» (лат. «Elementa grammatices Syrjaenae»), а також публікація (посмертно) зібраних Кастреном експедиційних матеріалів ін. фінським ученим Т. Амінофом уже в 1878 році у збірці «Зирянські весільні пісні» (фін. «Syrjanilaisia haalauluja»).
На 50—70 рр. XIX ст. припадає діяльність геніального просвітника комі, поета, філософа і лінгвіста, питомого комі Івана Олексійовича Куратова (комі Куратов Ӧльӧксей Иван, 1839—1875), який склав граматику мови комі, поклав початок літературі комі, перекладав російських класиків мовою комі, щиро вірив у свою просвітницьку місію й світлу долю свого народу (у вірші 1857 року писав про свою головну мету — «дати щастя рідному народу»).

### Народ комі у XX столітті
XX століття позначилось для народу комі багатьма процесами й подіями, які визначили його сучасний стан: етнічна консолідація і національний рух комі після розпаду Російської імперії; утворення національних адміністративних одиниць, як прообразу державності (у 1921 р. Автономної області Комі-Зирян, що в 1936 р. перетворена на Комі АРСР, з розвалом СРСР — утворення спершу Комі РСР у 1991 році, і з 1994 року — Республіки Комі); національно-культурне піднесення 1920-х років, що змінилось для діячів культури комі тотальними репресіями 1930-х років; розгортання на етнічних землях комі, як і багато де в СРСР, таборів ГУЛАГу й одночасно їхнє активне промислове освоєння; денаціоналізація комі у радянський повоєнний час і прояви національного відродження з 1990-х років — мали як спільні для доль багатьох народів Росії риси, так і свої унікальні особливості.

## Господарство і суспільство

### Господарство

Селянин-сіяч комі розкидує полем зерня з козуба-сівні, поч. XX ст.

Традиційні заняття комі — на півдні ареалу розселення орне землеробство (ячмінь, жито); на півночі — мисливство, рибальство і подеколи оленярство.
Сільсько-господарські знаряддя — соха (гор) з залізними лемешами і борона (агас, піня), серп (чарла), коса-горятша, пізніший плуг, заступи, граблі, ціпи і «кичиги» (для обмолоту), вила, ручні жорна тощо. Традиції землеробства пов'язані в народу комі, за археологічними даними, з культурою пермі вичегодської. На перших етапах (Х-XI ст.ст.) землеробство носило підсічно-вогневий характер, з ручною обробкою землі. Перехід до орного землеробства, в тому числі з використанням коней починається з XII ст.. З XV ст. поступово запроваджується трипільне землеробство, однак навіть у XIX — на поч. XX ст.ст. люди комі застосовували всі три системи землеробства: трипільну, переліг і підсіку.
Найпопулярнішими зерновими культурами були ячмінь і жито; овес і пшеницю засівали лише на півдні і лише частково. Переважно для власних потреб висівали льон і коноплі. Городництво традиційно було розвинуте слабше, з городини популярними були ріпак, редька, капуста і цибуля, з кін. XIX ст. — також і картопля, що вже на початку XX ст. стає найпопулярнішим овочем.
Окремі сім'ї комі розводили й досі тримають коней, корів та іншу худобу. На давні традиції скотарства у комі вказують дані лінгвістики — основна скотарська термінологія комі близька давньо-іранській. І справді, археологічні розкопки пам'яток пермі вичегодської містять кістяки корів, овець та свиней. Традиційно скотарство є найбільш розповсюдженим у центральних р-нах сучасної Р-ки Комі. Скотарство носило переважно м'ясний характер, адже продуктивність молочної худоби була невисокою. Найкращою вважалась печорська худоба.
Масове поширення, надто у верхньовичегодських, печорських і удорських комі мало мисливство. Сезонами мисливства були осінній (комі арся вöралöм) — індивідуальний, на дичину в лісах з застосування пасток і зимовий (комі тöвся-тувсовъя вöралöм) — артільний на хутрових звірів.
Хутрові звірі (вивірка, горностай, куниця, лис, заєць, ведмідь, видра, норка, песець) здавна були товарним продуктом із країв комі. Від 2-ї пол. XIX ст. товарного значення набула лісова дичина, до якої належали: орябок, тетерук, глухар, куріпка, водоплавні (качки, гуси); дикі копитні (лось, олень).
Підсобне значення мало збирання і заготівля ягід, грибів і кедрових горішків.
Давні традиції в народу комі мало рибальство. Риба ціних порід призначалася переважно для ринку. Найбільше значення мало товарне рибальство у північних комі (іжемців та печорців). Напр, у Печорському повіті Архангельської губернії на поч. XX ст. щорічний дохід від продажу риби вдвічі перевищував прибутки від ловів.
Оленярство північні групи комі (іжемці) сприйняли від сусідніх ненців, імовірно, не раніше XVII ст., і створили свою систему випасу, вдосконаливши ненецький оленярський комплекс.
Популярним промислом у всіх груп комі, крім найпівнічніших, була заготівля деревини. Взагалі вже з XVIII ст. серед людей комі широко практикувалося відхідництво на промисли, а з середини XIX ст. представники народу комі починають працювати на промислових підприємствах.

### Ремесла і художні промисли
Основним ремеслом народу комі здавна була обробка деревини: різьбярство, розпис та плетіння з гілок. Художня обробка дерева представлена кількома видами: об'ємним і орнаментальним різьбленням, церковною (обрядовою) скульптурою, графічним розписом.
Територія країни комі була складовою величезного культурного простору від Великого Устюга до Уралу, де у XVIII—XIX ст.ст. набуло розквіту мистецтво церковної дерев'яної скульптури. Нечисленні його пам'ятки, що збереглися донині, свідчать про високий художній рівень його майстрів.
Крім дерев'яних, майстри з народу комі виробляли гончарні, металеві, шкіряні та хутряні вироби.
Майстрині комі відомі своїми вишивками, плетінням з бавовни, візерунчастим ткацтвом, аплікаціями з хутра і сукна. Такі ремесла народу комі, як прядіння і ткацтво, носили суто внутрішньо-господарський характер (для потреб родини), тоді як фарбування домотканої повсті і сукна, набивка повсті, а також кушнірство, шевство, виготовлення валянків, рогожі, деякі дерев'яні промисли (бондарство, ложкарство) мали товарний ринковий характер.
Народним ремеслам і ужитковому мистецтву комі притаманний ряд особливостей:
— традиційні геометричні візерунки як оздоба дерев'яних, берестяних, текстильних, зрідка гончарних виробів ремісників народу комі;
— найпопулярнішим видом розпису на дереві був об'ємний розпис. Орнаментальний декор використовувався у вигляді найпростішої контурної різьби: хрестики, фігурки, лінії. Нерідко сюжетика носила зооморфний характер. Для надання краси дереву, різьба була чіткою і в малому масштабі;
— техніка наліпу (смугами джгутом) при виробництві посуду та ін. гончарних виробів;
— хутрова мозаїка і аплікації при пошитті одягу в північних комі (іжемців).
Задля власних потреб, а не на продаж, комі-ремісники виготовляли човни, сани, лижви та ін. засоби транспортування.

### Суспільство і родина
Родина в комі-зирян — переважно мала моногамна, хоча також зустрічалися великі сім'ї.
Зберігалися пережитки патронімії (котир) — групи споріднених родин однофамільців.
У житті комі значну роль відігравала традиційна сільська община. Аж до XX ст. зберігались її релікти, як то участь селян у помочі.
Для комі родини було притаманне відносно незалежне становище жінки.
Весільний обряд комі-зирян в цілому близький до північно-російського.

## Матеріальна культура

### Традиційні поселення і житло
Традиційні комі поселення — великі багатодвірні погости і села (сікт), що розташовувалися зазвичай вздовж річок.
Планування поселень традиційно було розкидане, пізніше переважно рядове, багатопорядкове, на півдні — також вуличне (як у перм'ян).
Оскільки народи комі населяють території, густо вкриті лісами, основним матеріалом для будівництва жител і господарських будівель традиційно була деревина. Житла комі внутрішньою будовою багато в чому нагадують північноросійські хати.
Розрізняють два типи традиційних будинків комі (керка):
— Сисольський тип будинку — є квадратною будівлею, що рівно поділяється на дві частини: житлову та господарську. Житлова ділилася ще на дві частини: літню (лункерка) та зимову (войкерка). Жила частина будинку використовувалася для проживання, приготування і споживання їжі, до неї примикала господарська — двоярусна (двоповерхова): внизу сараї, хліви або майстерні (карта), нагорі — повіть (стин). Покрівля переважно односхила, в середньому на передньому фасаді вікна було три вікна. Сисольський тип будинку використовується і до тепер на селі.
— Вимський тип будинку — ззовні майже нічим не відрізнявся від сисольського. Основні відмінності були всередині, зокрема розташування печі, форма та висота розташування вікон. Використовувався протягом XVI-ХХ ст.ст..
Північні групи комі, зокрема комі-іжемці, просуваючись все далі на північ, крім оленярства, також запозичили багато чого в побуті від ненців, в тому числі у них був широко поширений традиційний тип житла в регіоні — чум.
Ще одним типом житла, тимчасового, у комі-зирян був промисловий зруб, що служив мисливцям для ночівлі і тимчасового прихистку. Такий зруб являв собою невисоку (заввишки у людський зріст) будівлю з колотих плах або тонких дощок з односхилою покрівлею, вкритою дереном, корою дерев, лапником.
Комі, які завдяки Стефану Пермському, мали деякі особливості російського православ'я на своїй землі, вдалося досягти помітних успіхів у сакральній (церковній) архітектурі, яка в цілому близька північно-російській і поморській (шатрове будівництво). До 1917 року на території сучасної Республіки Комі нараховувалося 417 православних храмів та дзвіниць, однак на поч. 2000-х — лише близько 150. 31 об'єкт комі церковної архітектури зарахований до пам'яток історії та культури і перебуває на обліку Дирекції з охорони пам'яток історії та культури Республіки Комі. До найвідоміших пам'яток комі церковної архітектури серед інших належать дерев'яна каплиця Параскеви П'ятниці (XVIII ст.) в с. Кривому Наволоку Удорського району і кам'яна церква Стефана Пермського (1759) в Усть-Вимі Комі Республіки.

### Побут, народна медицина і занахарство

Побутове хатнє начиння і посуд комі-зирян

Домашнє начиння житла комі-зирян вирізнялося простотою і практичністю. Масивні дерев'яні меблі представлені нарами, лавами і великим столом. Меблі були простої форми, масивними, не мали елементів декору.
Раніше піч (комі пач, російське запозичення) топили «по-чорному». До поширення скла у віконниці вставляли бичачі міхури, а для освітлення використовували березову скіпку. Посуд був дерев'яний, берестяний, а також глиняний — ручний гончарний круг, з'явившись у комі ще в XV ст., поширення набуло лише на поч. XX ст. (ножний гончарний круг відомий у комі лише з 1930-х рр.). Побутові вироби, як то посуд (різноманітні кошики, козуби, пастки для невеликої дичини) вироблялись з гнучких гілок та коріння (найбільше цінували коріння сосни). Вироби з дерева розписувалися рідко, за винятком обрядових і святкових виробів. Саме з дерева був зроблений оригінальний пристрій-календар комі пу святсі.
Основними робочими інструментами в комі були: сокира (комі чер), тесло (комі керанчер), скобель (комі гогын), долото (комі ожин), різець (комі кандрас) і ніж (комі пурт). У господарській діяльності комі відомі такі мисливські знаряддя і приладдя: пояси, порохівниці, мірки та лійки для пороху, вогнепальна зброя, капкани, силки (комі лэч), самостріли, лук, спис, рогатина, капкани-лисиці, черкани. До рибальського споряджання належать: сіті, морди, ятери, ості, поплавці, пристрої для в'язання сіток, рибальські човники тощо.
Світ дітей представлений іграшками (дерев'яні саморобні коники, традиційні ляльки акань, іграшки з кісток мамута, оленя, барана), різноманітної форми колисками, виготовленими з бересту, дерева, лубу (потан, кордор потан), сосками з рогу (сюр нень), стільцями, дитячими знаряддями праці, одягом.
Величезне значення у побуті й житті в цілому комі-зирян мала лазня (комі пывсян). Майже кожна селянська родина мала свою лазню, подеколи її зводили на два-три подвір'я на спілку. Лазні найчастіше розташовувалися в рядок на околиці поселення — зазвичай на схилі річки або струмка, і лише у виключних випадках, через боязнь пожеж, їх розміщували в найвіддаленішому закутку садиби. Найпопулярнішим будівельним матеріалом для лазні була стійка до вологи модрина, також сосна, рідше ялина.
Саме лазню і взагалі лікування теплом використовували як найпопулярніший лікарський засіб при багатьох недугах, в тому числі костоправи (комі веськöдчысь, нöйтчысь — від веськöдны, нöйтны («виправити, вправити»), комі нöйтны сяммысь «той, хто вміє вправити», комі зырасьысь від зыравны «натирати, розтирати»). Народні лікарі в цілому спиралися в своїй практиці на раціональні відомості і навички, отримані як набуте (нерідко спадкове) знання і з огляду на власний життєвий досвід, нерідко супроводжуючи свої практики різними замовляннями, магічними ритуалами тощо. Оскільки люди комі здійснили значні міграції в своїй історії, і сусідували з багатьма народами, у комплекс їхніх пізнань, в тому числі і з медицини увійшли навички і досвід ін. народів, зокрема, ненців, росіян, мансі, вепсів, карелів, поморів і навіть саамів.
Особливе становище у традиційному комі суспільстві посідали знахарі (комі тöдысь, від тöдны — «знати, пізнати, вгадати») — особи, здатні, за народними уявленнями, встановлювати контакти з надприродними і потойбічними силами. Серед них були не лише «фахівці» з медицини, а й знавці різних родів господарської діяльності (зокрема, обізнані в мисливстві, ковальстві і теслярстві). Функції знахарів і ворожбитів були різноманітні: забезпечення мисливської вдачі, успіху в різних промислах, під час будівництва, ворожіння і «забезпечення» щастя у шлюбі, тлумачення снів і майбутнього, пошук зниклих людей і речей, лікування недугів тощо. Часто знахарі виступали в ролі керівників обрядів, блюстителів норм традиційної моралі, т.ч. багато в чому визначаючи духовне життя та моральні підвалини традиційного суспільства комі.

### Національний одяг

Верхній жіночий одяг північних комі

Національний одяг народу комі — достатньо різноманітний та має численні локальні варіанти. Якщо чоловічий одяг є однаковим на всій території проживання народу комі (за винятком зимового), то жіночий одяг має свої відмінності у кожному регіоні. Ці відмінності полягають у техніці вишивання, типу тканин та орнаменту.
На основі відімінностей класифікують шість основних комплексів національного одягу комі за регіонами:
- іжемський;
- печорський;
- удорський;
- вичегодський;
- сисольський;
- прилузький.

Взагалі традиціний одяг південних і центральних комі тяжіє до північно-російського, тоді як іжемький має багато спільних рис з ненецьким.
Жіночий одяг комі представлений сарафанами різних типів і покрою (шушун, кунтей, синяк, китайка), сорочкою, фартухом-запоном (водздора), безрукавими кохтинами, плетеним або домотканим поясом і різноманітними головними уборами: традиційними для більшості російських фіно-угрів і власне росіян кокошником (в одружених жінок), темною хустиною (у літніх жінок) або нойюром, тобто яскравою биндою-смугою (у дівчат).
Чоловічий одяг включає в себе сорочку (часто косоворотку й нерідко яскравих кольорів), гачі (штани з широким кроком), заправлені у вовняні шкарпетки з навернутими нагору онучами; обов'язковим є пасок і головні убори — капелюх-ковпак з повсті або кашкет (значно пізніше).
За верхній одяг у чоловіків та жінок правив каптан (сукман), взимку — хутряний кожух (пась).
Одяг північних комі, зокрема, іжемців, являє собою цікавий сплав традиційного для комі й ненецького. Обов'язковим тут зимовим верхнім вбранням була малиця (маліч).
За взуття правили шкіряні коти, взимку — валянки (тюні, катанки, ішим), а у іжемців — піми; лише південні комі влітку носили на ногах личаки (нінком) з лика або бересту.
Оригінальністю вирізняється мисливський костюм комі — наплічна накидка (лузан), плетені вовняні яскраві ноговиці, шкіряні високі черевики (уляді) або чоботи (бахіли чи бакіло).

### Національна кухня
Здавна основним джерелом їжі для народу комі було мисливство, збиральництво та рибальство. Тому у кухні комі переважають страви з м'яса, риби, грибів та ягід. М'ясні страви були поширеніші надто в раціоні північних комі.
Популярними стравами комі кухні є круп'яні пироги з рибою, різноманітні каші, щі, інші кислі супи, влітку — холодні супи на основі хлібного квасу, рибна юшка тощо.
У всіх етнолокальних груп народу комі (крім північних комі-оленярів) була поширена заготівля на зиму грибів (способами засолювання і сушіння).
Одна з традиційних рибних страв кухні комі — засолена риба. Рибу слабо засолювали, складали в діжки і ховали в теплі місця (зокрема в лазні). Риба заквашувалася, набувала різкого (подеколи неприємного) запаху.
Популярні страви з інших продуктів — гриби зі сметаною (сола тшак), телятина в молоці (йола кукань яй).
З розповсюдженням землеробства з'явилися страви з овочами: морквою, картоплею, а також хліб (переважно житній) і страви з використанням борошна.
Однією з найвідоміших страв комі, як і решти народів регіону, є пельмені.
Стравою кухні комі з використанням фруктів (пізнішою) є яблука, фаршировані курятиною.
Улюбленим соусом національної кухні комі є вершково-часниковий. Зазвичай цей соус вживають із м'ясом, картоплею та рибою.
Повсюдно у весняну пору у великих обсягах запасали березовий сік (зарава). Інші популярні напої — різноманітні трав'яні та ягідні відвари, хлібний квас, компот з пареного ріпака або брукви.
Улюблений алкогольний напій людей комі — пиво (сур), приготовлене за особливим рецептом. Для приготування пива використовують величезні діжки по 30-50 літрів об'ємом. Основним інгредієнтом для приготування пива, традиційно, є солод. Солод займав приблизно третину місця в діжці, де готували сур, адже він був єдиним інгредієнтом, який комі використовували для початку бродіння.

## Духовна культура: міфологія, фольклор, традиції і обряди

### Міфологія, народна творчість і прикмети
Більшість міфів комі пов'язані із шаманізмом та язичництвом. Найбільш розповсюджені міфи про створення світу в результаті боротьби двох богів, Єна та Омьоля. Також серед комі популярний народний епос про боротьбу за свою незалежність, повалення чужоземного панування і звільнення рідної землі. Найвідоміші борці за незалежність: Яг-Морт, богатир Пера, Кьорт-Айка, Їркап.
Зберігаються деякі етіологічні сюжети, особливо про улюбленця фольклору народу комі — ведмедя. Дуже популярними є бувальщини і народні оповідання, зокрема, мисливські історії — про зустрічі з надприродним: з лісовиками, живими і «балакучими» деревами і корчами, камінням тощо (відгомін анімізму), про ведмедів-переревертнів. Взагалі частим героєм подібних історій виступає якийсь характерник, ворожбит або чаклун, здатний обертатися на ведмедя, «приважувати» дичину і/або робити інші дива.
Світ нечистої сили, майже завжди ворожої до людини, у міфах, переказах і казках комі представлений відьмами (йома), волохатими багатоголовими людожерами (гундир), численними природними і хатніми духами й дідьками — водяниками (вакуль, Куль васа «водяний чорт», чукля «кривий»), лісовиками-лєшими (ворса, воркуль «лісовий чорт», вораморт «лісова людина»), домовиками (олись), банниками-духами бань (пивсянка), чудами (чудинами) тощо.
Див. також статтю: Комі міфологія.
Більшість сюжетів народних казок комі збігаються з відповідними російськими і взагалі є міжнародними, маючи національний колорит.
Християнських легенд та переказів, на відміну від близьких комі-перм'ян, відносно небагато, однак поширення набули перекази про чудь, чудинів, що є язичниками і від нових порядків утікають подалі до лісів.
У фольклорі комі також поширені влучні народні вислови — прислів'я та приказки, загадки тощо.
Прикмети комі, як і в решти народів світу, з'явилися в результаті тривалого співіснування людей у давнину з природою. Прикмети комі поділяють на п'ять великих груп (за сезонами і часом виникнення):
— літні;
— осінні;
— зимові;
— весняні;
— «прикмети сивої давнини» (час виникнення яких губиться у минувшині, а точний смисл і призначення у теперішньому зрозумілі не до кінця).
Сезонні прикмети, здебільшого, були для визначення характеру наступної пори року — наприклад, про весну судили за осінню, наступ скресання криги пов'язували з прильотом птахів, літні (події на початку теплого сезону) прикмети віщували урожайність або неурожайність року, а от за першим снігом у комі було заведено судити про весь наступний рік. Як і в інших народів Європейської частини Росії, для християнізованих комі було притаманне приурочування різноманітних подій річного господарського циклу, громадського або особистого (родинного) життя до найближчих за часом церковних свят.
Найвідомішими збирачами, дослідниками, перекладачами, видавцями і популяризаторами фольклору комі є Ф. В. Плесовський (1920—1988) і Петро Митрофанович Столповський (*1943).

### Національні пісні, музика і танці

Сигудек

Фольклорний ансамбль із Уст-Цильми, 1980-ті рр.

З пісенної народної творчості для народу комі притаманні трудові, сімейно-побутові, ліричні, жартівливі пісні, частівки тощо, сольний і хоровий (2—3-голосний) спів.
Музичні інструменти комі: 3-струнний сигудек (комі сигудöк), смичковий і щипковий; брунган — 4- та 7-струнний ударний інструмент, буксан, чипсан тощо. Також популярні російські гармонь і балалайка.
Популяризаторами музичної культури комі на загальноросійському рівні є Комі державний фольклорний ансамбль при республіканській філармонії «Вранішня заря» (комі Асъя Кыа, засн. у 1932 р., багаторічний колишній художній керівник Іван Оплеснін) і фольклорний колектив «Зарні Ань» (засн. у 1996 р., досл. «Золота Баба», керівник — Михайло Бурдін).
Сюжети танців комі відображають повсякденне життя народу. Особлива роль в створенні неповторних мотивів належить національному костюму. У побуті танці були тісно пов'язані з річним селянським циклом, часто приурочені до певних обрядів, святкувань, ритуалів. Залежно від пори року раніше на селі вибиралося місце для ігрищ, танцювальних гулянок, вечірок. У хатах зазвичай виконувалися сольні танці з невеликою кількістю танцюючих, тоді як надворі ті ж танці ставали масовими. Часто хореографічний малюнок зумовлюється особливостями місцевості.
Переважна більшість сюжетів присвячена лірико-любовній і сімейно-побутовій тематиці, що обумовлене їх тісним зв'язком з народними піснями. Цей зв'язок не у всіх танцях однаковий. У одних із них текст пісні, її ритм, мелодія повністю визначають зміст, форму і характер танцю, але нерідко текст пісень випадково-експромтовий, тому танець розвивається самостійно.
Часто жінка не має права увійти до танцю без запрошення партнера, тому існує безліч варіантів припросин до танцю, поклонів, набірних фігур. У комі переважають парні танці або танці втрьох, коли один хлопець танцює з двома дівчатами. Існує безліч жіночих танців-хороводів, в яких чоловік може брати участь виключно як соліст. Повністю чоловічі танці для комі є вкрай рідкісними.

### Обряди, традиції та свята
У народу комі існують шаманські (язичницькі) та православні обряди. Більшість обрядової практики комі є синкретичною — поряд з християнськими елементами мають ознаки давніх поганських вірувань.
Кожна подія в житті народу комі супроводжувалася обрядами. Особливі обряди здійснювалися під час народження, весілля та смерті людини.

#### Обряди під час народження
Народження тісно зв'язане в традиційній культурі комі з уявленнями про потойбіччя, і вся пологова обрядовість, в її практичному і символічному аспектах, спрямована на забезпечення благополучної появи новонародженого на цей світ і долучення його до громади.
Архаїчні погляди на потойбічну природу дитини збереглися в традиційному поясненні появи немовлят. Комі пояснювали дітям: «Дитина з'являється з дупла дерева», «Дитину знаходять у хмизі», що тісно пов'язано з уявленнями комі про дерево (комі пу), як предмет, що злучає світи.
Відразу після пологів комі-зиряни обкурювали жінку і дитину димом з ялівцю (комі-перм'яки обприскували або омивали їх водою, набраною за спеціальними правилами з певних джерел).
Хрещення новонародженої дитини було одним із найголовніших обрядів. Хрестили дитину на восьмий день після народження, аргументуючи це тим, що «сам Ісус Христос був хрещений на восьмий день після народження». Ще не хрещену дитину жартівливо називали чудін (За народним повір'ям, чудями назвали предків комі, які відмовились хреститись і загинули. За іншим повір'ям, хрещені люди після смерті перетворюються на янголів та збирають їжу з райських дерев, а не хрещенні — повзають внизу та наосліп визбирують те, що попадало з райських кущів — порівн. з українськими потерчатами).

#### Весільна обрядність
У народній культурі народу комі містична загадковість зустрічі чоловіка й жінки, що судив Бог стати парою, продовжити селянський рід і примножити матеріальний і духовний досвід свого народу, у своєрідний спосіб проявлялась у обрядових іграх і розвагах молоді. У минулому в житті села для них відводились особливі місце і час. Парубки й дівчата знайомились одне з одним на зимових посиденьках (раніше головна форма дозвілля у комі в період з середини осені і до закінчення зими, фактично до Масниці) і під час літніх вечорниць, які влаштовувались у дні православних свят, зокрема на Трійцю, Іванів день (церковне свято на честь Іоанна Предтечі, в українців відоме як свято Івана Купайла), дні святих апостолів Петра і Павла, пророка Іллі.
Ще під час вибору подружжя обоє молодята та їхні родичі проявляли практичність — цікавилися наявністю в роду нареченої або нареченого хронічно хворих, розумово відсталих, «припадочних» і при з'ясуванні чогось подібного воліли уникнути шлюбу, оскільки, за народним переконанням, такі захворювання могли передаватися у спадок.
До 1930—1940-х років XX століття у народів комі зберігалися три основні форми укладення шлюбу й проведення весілля (комі свадьба — рос. запозичення):
- весілля з посагом;
- весілля з калимом;
- весілля з викраденням нареченої.

Весілля з посагом було поширене в усіх етнографічних груп комі, тоді як весілля з викраденням нареченої було зафіксоване переважно в старообрядців у районі річки Вашка і в комі-пермяцьких селах по річках Язьві, Іньві і Верхній Камі. Такі традиції були достатньо поширеними ще в 1920-1930-х роках.
Викрадення дівчини могло бути здійснене як з її згоди, так і без її волі. У першому випадку причиною могла служити близька спорідненість (до 6-7 коліна) молодої людини з родом дівчини, його бідність або ж небажання батьків дівчини поріднитися з його сім'єю. Викрадення дівчини могло бути узгоджене з батьками дівчини і диктувалося економічними міркуваннями: весілля, таким чином, відбувалося без великих витрат.
Викрадення дівчини силоміць відбувалося в тому випадку, якщо в жениха було мало шансів її засватати: наприклад, наречений був значно старший за наречену, малознайомий їй, незаможний або й просто не подобався їй та її родичам. Крім того, викрадення нареченої вважалося ознакою особливого молодецтва нареченого і негласно заохочувалося суспільством.
Плата за наречену вже в кін. XIX ст. не мала особливого значення в обрядовому житті комі. У більшості випадків вона зберігалася у весільній обрядовості як один з його елементів.
Таким чином, найбільш поширеним традиційним типом укладення шлюбу в комі було весілля з посагом.
Як і в інших народів, у народу комі традиційне селянське весілля являє собою тривале яскраве дійство зі своїми писаними і неписаними законами. У минулому воно тривало 2-3 тижні й містило в собі певні обов'язкові церемонії: сватання, рукобиття, дівич-вечір нареченої, вінчання в церкві, весільний поїзд, бенкети вдома у батьків обох наречених (у жениха в день вінчання), укладання молодят спати, випробовування молодят після весілля, відвідання молодим подружжям батьків дружини; усі ці події відбувались у формі театралізованої вистави, в якій кожному з її учасників була відведена своя певна роль, причому кожна роль вимагала від виконавця знань численних обрядових дій і вербальних текстів.
.

#### Поховальні обряди

День поминання померлих, Усть-Куломський район Комі Р-ки, поч. 1960-х рр.

Поминки на цвинтарі в селі Муфтюга, Удорський район Р-ки Комі, 1991

Похоронний ритуал народу комі (комі дзебöм, гуалöм від дзебны «ховати» і гу «яма») є одним з найбільш складних ритуальних комплексів, що формується на основі магічних дій, речових атрибутів, їжі, словесних текстів, і пов'язаний з цілим комплексом суспільних відносин, обрядів і вірувань. Відразу після смерті людини її тіло кладуть на рівну поверхню, прикривши рот і очі, а в будинку завішують дзеркала, вікна, самовари, ікони, загалом усі предмети, що мають лискучу поверхню, «щоб у них не залишилися очі покійного». У домі небіжчик перебуває три світлових дні, протягом яких родичі мають з ним проститися. У ці три дні небіжчика оплакують, а вночі біля нього сидять найближчі родичі. Обмивають небіжчика зазвичай сусіди: чоловіки́ — чоловіка, жінки́ — жінку. Обмивальників має бути непарна кількість. Родичам, особливо прямим, тим більше батькам, не можна обмивати покійного, але допускається обмивання чоловіка.
Після обмивання покійного клали в труну, яку виготовляли з соснових дощок. Труну закопували в землю під молитву, а на землі ставили дерев'яний хрест.
Поминальними в людей комі вважаються 3-й день, що збігається з поминками після похорон, 6-й (7-й), 9-й, в іжемських комі також 20-й, 40-й дні. Наступні індивідуальні поминки проводять на роковини, в нижньовичегодців відмічають ще й півроку з дня смерті. Потім поминають за загальним переліком (за поминальником) у батьківські дні, зокрема, на християнські Великдень і Трійцю. Основним призначенням поминок (комі казьтывлöм від казьтывны «згадувати, поминати») є забезпечення достатку живим і допомоги їм з боку померлих родичів. Комплекс обрядів поминання включав зазвичай ранкове окурювання будинку, де жив небіжчик, відправу ранкової служби, відвідини цвинтаря: окурювання могилок і обов'язкову «спільну з небіжчиком (небіжчиками)» трапезу, примовляння, частування у домі після повернення з кладовища.
Зирянське слово горт означає, як «дім», так і «труна». Дім для зирянина є місцем, де він за земного життя знаходить відпочинок і спокій після денної праці і де зосереджено його релігійне і родинне життя; труна ж, за віруваннями комі, є місцем довічного спочинку після земної смерті, куди люди повертаються після праведних трудів. Саме тому, згідно з уявленнями комі (ще дохристиянськими), родичі після смерті продовжують жити разом з живими. З померлими треба розмовляти так само, як і з живими. Після випікання хліба, треба розділити його на дві частини та запропонувати їх померлим. Для правильного проведення обряду треба назвати усіх померлих родичів за іменами. Було прийнято також запрошувати небіжчиків на полювання, рибалку, учту, попаритись у лазні (пам'ятаючи про їхні уподобання за життя).
Смерть у комі визначалась як «вихід душі» (комі лов петöм) і констатувалася з припиненням дихання (його відсутність перевіряли за допомогою дзеркала або якогось металічного предмету), адже вважалося, що воно і є утіленням душі лов — внутрішньої душі, що відповідає за життєдіяльність людини. Крім того, за уявленнями комі, кожна людина має також зовнішню душу-тінь орт, що незримо супроводжує її все життя, і лише у виключних випадках, зазвичай, віщуючи біду, може ставати видимою. В цілому, са́ме у віруваннях комі-зирян про смерть, ду́ші лов і орт, потойбіччя (комі Мöдаръюгыд досл. «Той світ») і мандрівки туди з поверненням (релікти цього подибуємо у чарівних казках комі) знайшли своє відображення дохристиянські вірування комі-зирян.

#### Свята у житті комі
Наряду з обрядами, пов'язаними з життєвим циклом людини, велике значення для людей комі мали християнські, а також деякі давні традиційні календарні свята, як то свято скресання криги (Проводи криги), Свято врожаю (комі Чарла рок, букв. «каша серпа»), свято проводів на мисливські промисли тощо.
Свята́ комі-іжемців близькі до подібних у ненців, зокрема, найбільшим вважається районне (Іжемського р-ну Комі Республіки) свято «Луд» (зараз відбувається останньої червневої або першої липневої неділі) — напередодні косовиці (комі Видзе пыран лун водзын «в переддень заходу на луги»). Фіксованим місцем і часом свята є межиріччя Іжми та Кур'ї т. зв. Ді «острів» з вечора до світання, тобто в перехідний час, що, за давніми уявленням, мав найвищу магічну силу. Головними темами свя́та є родючість природи і сила очищення води. Свято відкриває танцювальна хода з піснями (комі Ворэта) в напрямку до острова. Зараз свято є світським, однак за давнини носило як сакральний характер, так і чисто практичний — під час нього парубки з усіх околиць мали змогу познайомитися зі своїми майбутніми нареченими, обираючи собі подружжя. Саме тому обов'язковими були такі елементи свята, як різноманітні парні єднання рук, прохід танцюючих під ним, як через браму, хороводні танці та ігри (комі «Кык ряд», «Орччон сулалом», «Кругон ворсом»). Дотепер лишилися лише імпровізовані оглядини, новими є різноманітні конкурси і змагання, як то на найкращий народний костюм, своєрідна посвята в гармоністи, ну і, звичайно, численні виступи самодіяльних колективів, — свято перетворилося на єднання комі-іжемців.
Також велике значення для іжемців має День оленяра, приурочений до початку перекочовки оленячих стад на зимівники. Відмічають його у церковний день Іллі-пророка. Цього дня влаштовують невід'ємний атрибут свята — різноманітні змагання з національних видів спорту, і зокрема, найпопулярніші оленячі перегони, а також інші змагання, пов'язані з оленярством (лови оленів для упряжі, кидання арканів у ціль, метання сокири на відстань, стрибки через нарти тощо).

## Внесок комі у російську і світову цивілізацію
Комі, як і українці, помори та інші підкорені народи, значно прислужилися Російській державі у справі освоєння і завоювання Уралу, Сибіру і Далекого Сходу, зокрема безпосередньо брали участь у походах Єрмака, в тому числі у ролі провідників. Досить популярне сучасне російське прізвище Зирянов так чи інакше свідчить про комі-зирянські коріння своїх носіїв, а інше розповсюджене, як серед росіян, так і самих комі, прізвище Рочев походить від комі роч «російський, росіянин» (як позначення етносу).
Топонімічні та ін. мовні запозичення з комі мови
Вчені припускають, що слово мови комі шор, шоор, що означає як протоку, так і рукав річки, дало назву дуже відомим протокам Баренцевого і Карського морів: Югорський Шар, Маточкін Шар, Костін Шар.
Ще один географічний термін з мови комі — парма, так зазвичай називали називали узвишшя, вкриті хвойними деревами, і від чого, на думку вчених, походить назва міста Перм. Назва гриба-наросту на стовбурі берези чага (лат. Inonotus obliquus) етимологізується з комі тшак («гриб»).
Назва популярної страви пельмені, імовірно, походить від спільного для усіх пермських фіно-угорських мов словосполучення пель+нянь, що дослівно означає «хлібне вушко», точніше «вухатий хлібець», тобто хлібець у формі вуха. Одне зі слів комі таки є неологізмом навіть в українській мові — ідеться про назву традиційного комі взуття бахіли. Однак за сучасності це слово означає дещо інший рід взуття, а саме туристського обладунку — «своєрідний тканинний чохол, що вдягається поверх зимового взуття, і оберігає його таким чином від потрапляння снігу та криги, вологи, промерзання і різних ушкоджень». Крім суто туристського взуття, бахілами зараз також прийнято (модно ?) називати мішечки, які видають під час гри в боулінг для надягання на спортивні капці у разі виходу із зони гри.